# Gnomonia geranii
Gnomonia geranii är en svampart som beskrevs av Hollós 1909. Gnomonia geranii ingår i släktet Gnomonia och familjen Gnomoniaceae.   Inga underarter finns listade i Catalogue of Life.
I den svenska databasen Dyntaxa används istället namnet Plagiostoma geranii för samma taxon.  Arten är reproducerande i Sverige.